# Akira Yoshizawa
Akira Yoshizawa (吉澤 章 Yoshizawa Akira?), nacido en Tochigi, el 14 de marzo de 1911, fallecido el 14 de marzo de 2005 en Tokio. Fue un notable maestro del origami japonés. Se le reconoce haber elevado el origami desde la artesanía o el simple pasatiempos a su condición artística, siendo por tanto uno de los "padres del origami". De acuerdo a una estimación propia de 1989, había creado más de 50.000 modelos, de los cuales sólo unos pocos cientos de diseños fueron publicados en sus dieciocho libros. En la tradición más pura del origami, para sus diseños nunca utilizó tijeras, pegamento o adornos adicionales a las figuras.
A lo largo de su carrera, Yoshizawa llevó a cabo labores de embajador cultural internacional de Japón. En 1983, el emperador japonés Hirohito le otorgó la Orden del Sol Naciente, uno de los mayores honores que puede recibir un ciudadano japonés.
El 14 de marzo de 2012 Akira Yoshizawa fue homenajeado por la compañía Google con un doodle conmemorativo del 101.er aniversario de su nacimiento y 7.º de su muerte.

## Biografía
Comenzó a interesarse por la papiroflexia a la edad de cuatro años cuando, estando su madre enferma, una vecina le regaló una figura de origami hecha con papel de periódico. Se trasladó con su familia a Tokio a la edad de trece años. Durante la Segunda Guerra Mundial inició un trabajo como aprendiz en una fundición, en el que acabaría encargado de enseñar a los nuevos empleados la geometría básica requerida para el trabajo; para ello utilizaba el origami.
A partir de 1937 decidió dedicarse de manera profesional a la papiroflexia. Para 1950, los trabajos de Yoshizawa comenzaron a mostrarse al público en Japón: realizó doce figuras de papel representando a cada uno de los animales del zodíaco oriental que fueron publicadas en la revista Asahi-Graph; ello supuso el punto de inflexión en su carrera. Llegado 1954 publicó su primer libro, "Origami Art", (Origami Geijutsu) y fundó "The International Origami Society", que actualmente tiene más de 1.500 miembros. En 1955 realizó su primera exposición sobre sus trabajos en el Museo de la Ciudad de Ámsterdam, en Holanda. Esta exposición fue el puente entre Japón y Holanda, y se convirtió en la oportunidad de Yoshizawa de darse a conocer en Europa. En 1956 publicó "Origami Reader" (Origami Tokuhon). En 1959 expuso en el Coopers Union Museum de Nueva York. En 1963 su libro "Tanoshii Origami" ganó el premio cultural "Mainichi Shuppan".
En 1972 visitó Europa, y en años sucesivos expondría en varias ciudades del continente, entre ellas, Milán (1987), Sevilla (en el marco de la Expo 1992) y París (1993). En la Exposición Universal de Sevilla, Yoshizawa realizó una exposición dentro del pabellón de su país, impartiendo además algunos talleres de origami.
En marzo de 1998 fue invitado a exhibir sus figuras en el museo de Louvre. En el año 2000 expuso en el Museo de Papel Oji, en Tokio.
Falleció en Tokio, en 2005, el día de su 94.º cumpleaños.

## Innovaciones técnicas
Yoshizawa fue un pionero en muchas técnicas, incluyendo la del plegado en húmedo. En esta técnica el papel es humedecido antes de ser doblado, dándole al doblado una forma más curva y de una visión esculpida. Esto fue considerado por muchos un cambio de paradigma que permitió al origami convertirse en una forma de arte, trascendiendo la singular y pintoresca muestra de artesanía popular. Se le considera principal inspiración de otros maestros del origami, tanto en Japón como a nivel internacional, como Alfredo Giunta, Max Hulme o Michael LaFosse.

## Notación del origami: el sistema Yoshizawa-Randlett
En "Atarashi Origami Geijutsu" ("El nuevo arte del origami"), Yoshizawa propone un nuevo sistema de notación para diagramar las figuras: incluye la diferenciación clásica de líneas de puntos o de rayas para significar pliegues "en valle" (hacia adentro) o "en montaña" (hacia fuera), así como nuevos símbolos para, por ejemplo, el "inflado" de las figuras. Con los añadidos que tiempo después hicieron Samuel Randlett y Robert Harbin, el sistema Yoshizawa-Randell es el actualmente utilizado como código internacional en las publicaciones de origami.

## Implicaciones multidisciplinares
Mis creaciones de origami, de acuerdo con las leyes de la naturaleza, requieren el uso de la geometría, la ciencia y la física. También abarcan la religión, la filosofía, y la bioquímica. Sobre todo, quiero que descubran la alegría de la creación por su propia mano... la posibilidad de la creación de trabajo es infinito
Akira Yoshizawa, 1988.

## Algunas obras
- Atarashii origami gejutsu, Origami Geijutsu-Sha 1954.[10]
- Origami Reader I, Ryokuchi-Sha, 1957.[10]
- Dokuhon, Vol.1 (Origami Tokuhon), 1973. ISBN 4-8216-0408-6
- Origami ehon Ed. Kama Kura Shobo, Tokio, 1978.[11]
- Sosaku origami (Creative Origami), Nippon Hoso Kyokai 1984, ISBN 4-14-031028-6
- Dokuhon, Vol.2 (Origami Tokuhon), 1986.[10]
- Origami dokuhon II (Origami Reader II), Kamakura Shobo 1986, ISBN 4-308-00400-4
- Origami Museum I Ed. Japan Pubns, 1987. ISBN 0870407376; ISBN 9780870407376.[12]
- Origami: Living Nature, Ed. Sojusha, 1996. ISBN 4916096312.[13]